# هنایا روتاووا
هنایا روتاووا (به لاتین: Henaya Rotawewa) یک منطقهٔ مسکونی در سری‌لانکا است که در استان مرکزی (سری‌لانکا) واقع شده‌است.